# Lactoris
Lactoris, monotipski biljni rod iz porodice Aristolochiaceae, ponekad uključivana u vlastitu porodicu Lactoridaceae, danas podporodica Lactoridoideae.
Jedina vrsta je L. fernandeziana, rijetki grm endemičan za otočja Juan Fernández, koji raste jedino na otoku Robinson Crusoe.
O reproduktivnoj biologiji malo je poznato. Cvjetovi su ženski i hermafroditi, u omjeru 1 naprema 1. genetska raznolikost je malena (izozimi i DNK) podržava samooplodnju i podrazumijeva širenje peludi vjetrom na ograničenu udaljenost.

## Sinonimi
- Ansonia nodulosa Bertero ex Hemsl.; Bot. Voy. Challenger 1: III. 53 (1884)